# EN116

## Ericeira - Alverca

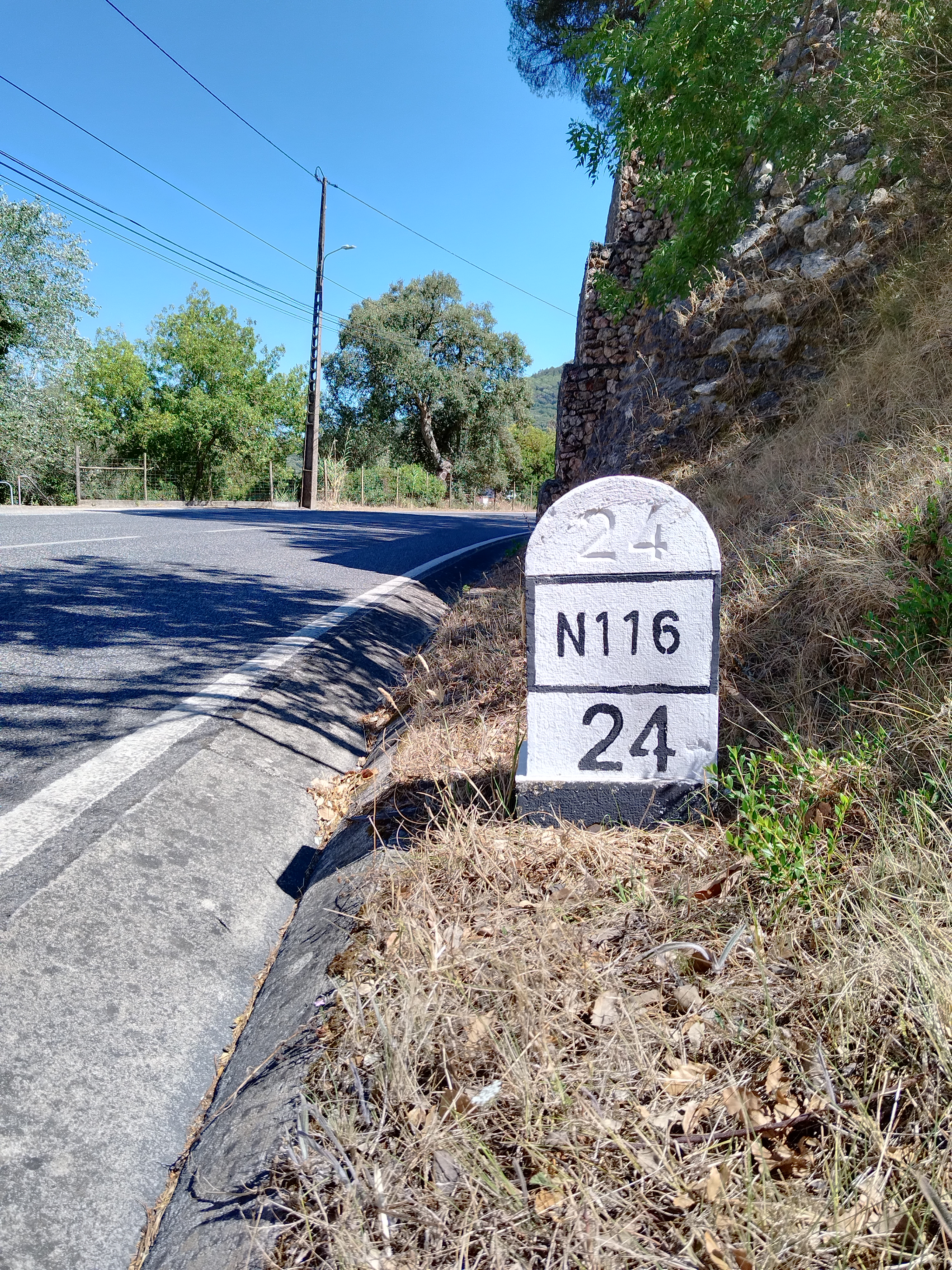
Marco miriamétrico, assinalando o Km 24 da estrada Nacional 116 na localidade do Freixial

A EN 116 é uma estrada nacional que integra a rede nacional de estradas do Plano Rodoviário Nacional. 
A EN 116 foi criada pelo Plano Rodoviário Nacional de 1945 (PRN 45 - Plano Rodoviário Nacional 1945), classificada em projeto como estrada nacional de 1º classe.
Esta estrada tinha como objectivo fazer a ligação entre Litoral e o Rio Tejo, dentro da antiga região da Estremadura, funcionando como um dos Anéis Externos da Grande Lisboa em 44Km com um desnível positivo de 938m. 
Unia muitas das estruturantes de Lisboa, concluindo um Eixo Externo Longitudinal alfacinha: N1 (a actual A1), N8, N9, N10 e N115.

## Caracterização

### Ericeira – Carapinheira(Mafra)
Lanço inicial com 14 km, faz a ligação entre o Oceano Atlântico e a zona de maior elevação da estrada nacional 116 na localidade Carapinheira (Mafra) com altitude de 284m. na Fase inicial a estrada percorre zonas significativamente urbanizadas, passado por locais de significativo interesse como: Aldeia típica de José Franco, Palácio Nacional de Mafra entre outros.

### São Miguel de Alcainça – Alverca do Ribatejo
Lanço com 30 km, zona mais sinuosa e mais rural fazendo o percurso entre diversas Montanhas e picos desta zona periférica ao Oeste (sub-região) e inserida na região da Grande Lisboa, tais como: Cabeço de Alcainça (318 m), Cabeço da Jarmeleira (289 m), Cabeço do Cerro (401 m) , Cabeço do Funchal (426 m) , Cabeço do Atalaia (431m), indo depois para o vale que liga a vila de Bucelas acompanhado pelo Rio Trancão até a entrada da vila, até voltar a ganhar a altimetria final até a Serra da Aguieira (Vila Franca de Xira) com a vista final para a cidade de Alverca do Ribatejo e para o Mouchão da Póvoa, o Mouchão das Garças, Mouchão de Alhandra, Península de Setúbal e ao longe o Parque Natural da Arrábida.

## Percurso

### Ericeira - Alverca(inclui troços desclassificados)
| Nome da saída/Localidade intermédia | Município           | Estrada que liga | Designação oficial |
| ----------------------------------- | ------------------- | ---------------- | ------------------ |
| Ericeira                            | Mafra               | N 247 / A21      | N 116              |
| Pinhal dos Frados(Mafra)            | Mafra               |                  | N 116              |
| Achada(Mafra)                       | Mafra               |                  | N 116              |
| Mafra                               | Mafra               | N 9              | N 116              |
| carapinheira(Mafra)                 | Mafra               | A21              | N 116              |
| São Miguel de Alcainça              | Mafra               |                  | N 116              |
| Malveira                            | Mafra               | N 8              | N 116              |
| Venda do Pinheiro                   | Mafra               | A21              | N 116              |
| Vale de São Gião(Mafra)             | Mafra               | N 374            | N 116              |
| Chamboeira(Loures)                  | Loures              |                  | N 116              |
| Freixial(Loures)                    | Loures              |                  | N 116              |
| Bucelas                             | Loures              | N 115            | N 116              |
| Alverca do Ribatejo                 | Vila Franca de Xira | N 10 / A1        | N 116              |

## Rota Estrada Nacional
A rota das estradas nacionais de Portugal é um movimento e uma lista de estradas recomendadas para viajar em 2 rodas, permitindo recolher e disfrutar de gastronomia, cultura e locais de significativo interesse. 
A   N 116  está classificada como Rota Estrada Nacional